# Cobrador
Cobrador (português brasileiro) ou trocador (português europeu) é o funcionário encarregado de fazer a cobrança das tarifas ou de receber os ingressos em ônibus, bondes, espetáculos, partidas de futebol, dentre outros, possibilitando a passagem/entrada através de dinheiro ou de um vale-ingresso. O nome trocador veio da necessidade de quase sempre trocar o dinheiro, para fornecer o troco. Já o nome cobrador veio do fato de ele ser o responsável pela cobrança. O cobrador/trocador também pode fornecer informações sobre a linha e os lugares por onde passa, algo que o motorista também pode fazer, mas com prejuízo maior ao tempo da viagem e à atenção no trânsito.

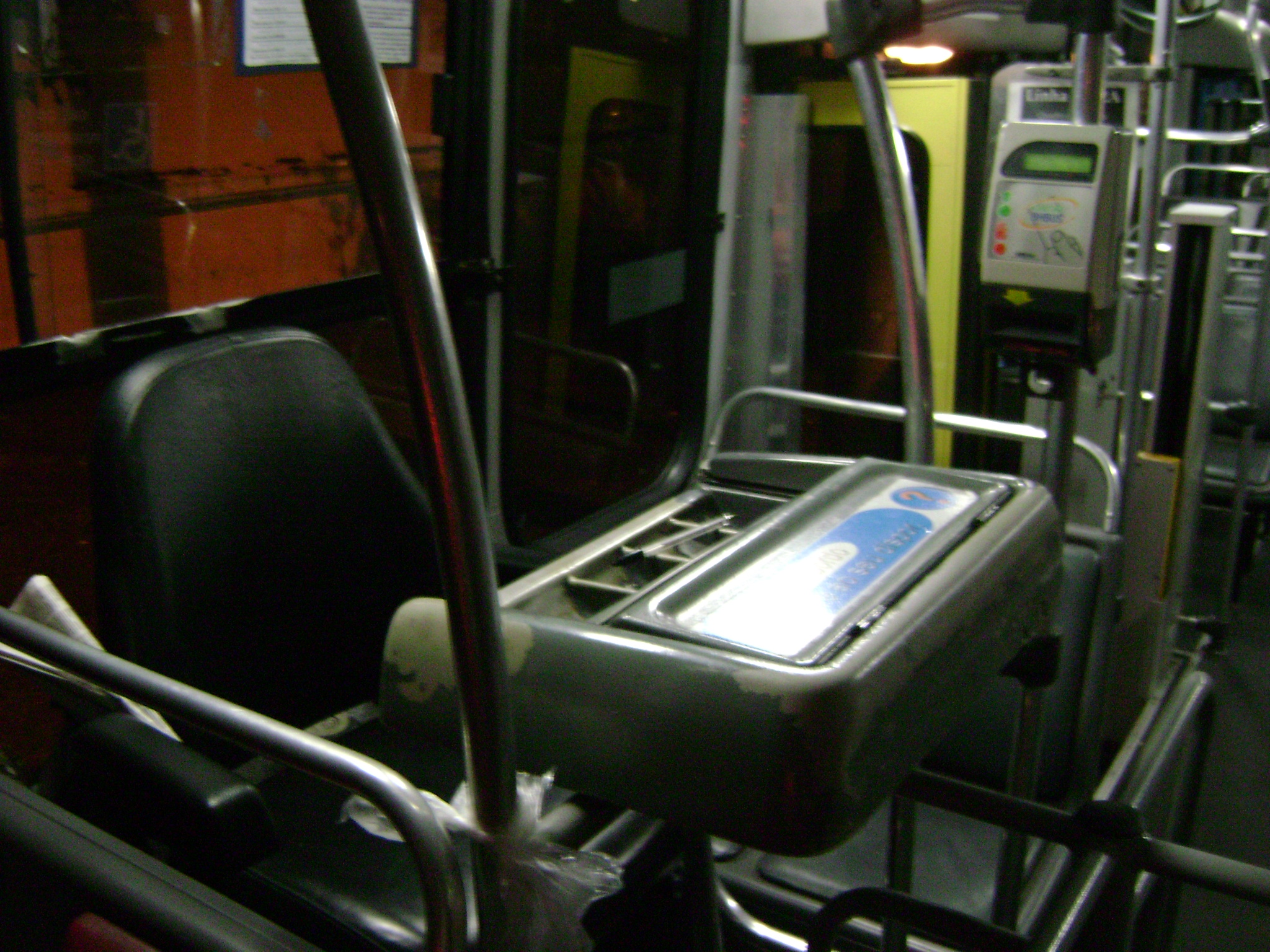
Cadeira para trocador/cobrador.

No transporte coletivo brasileiro, o cobrador/trocador se faz presente na maioria das linhas na maioria das cidades. Entretanto, várias cidades adotaram a bilhetagem eletrônica e aboliram o cargo de cobrador/trocador, motivando a redução dos custos operacionais e fazendo o motorista acumular as funções, com prejuízos à qualidade da condução e aumentando o risco de acidentes, à medida que o motorista perde muito tempo parado fazendo o troco e pode ter sua atenção reduzida caso conduza fazendo o troco.

## Outras questões
Por cobrador, entende-se igualmente o cobrador de dívidas ou igualmente conhecido como o técnico de recuperação de créditos; o profissional que colabora para uma Agência de Recuperação de Créditos como é o caso dos Senhores do Fraque.